# 나카노 게이이치로
나카노 게이이치로(일본어: 中野 圭一郎, 1976년 3월 29일 ~ )는 일본의 전 축구 선수이다.

## 구단 경력
과거 알비렉스 니가타에서 활동하였다.